# Sara Lee
Sara Lee Corporation, tidigare C.D. Kenny Company, Sprague Warner-Kenny, Consolidated Grocers och Consolidated Foods, var ett amerikanskt multinationellt livsmedelsföretag. De sista åren, innan företaget upplöstes, hade de verksamheter i 40 länder samt sålde produkter i fler än 140 länder världen över.

## Historik
Företaget grundades 1939 när Nathan Cummings förvärvade det Baltimore-baserade C.D. Kenny Company, ett partihandelsföretag för kaffe, te och socker. Tre år senare förvärvade Cummings även Sprague, Warner & Company, partihandelsföretag inom förpackad livsmedel. Företaget flyttade samtidigt till Chicago i Illinois och fick namnet Sprague Warner-Kenny. År 1945 bytte de namn igen och den här gången till Consolidated Grocers och året därefter blev de ett publikt aktiebolag och aktien började handlas på New York Stock Exchange (NYSE). År 1954 genomförde företaget ett ytterligare namnbyte och de antog namnet Consolidated Foods. Två år senare förvärvade CF Kitchens of Sara Lee, företag som bakade och sålde frusna bakverk. 1971 förvärvade man också Hillshire Farm medan sju år senare tog de även över det nederländska Douwe Egberts, som tillverkade kaffe, te och tobak. År 1985 bytte företaget namn till Sara Lee efter dotterbolaget Kitchens of Sara Lee som var då ett varumärke för företaget. I april 1989 beslutade Sara Lee att sälja av den norra divisionen inom dotterbolaget PYA/Monarch, som var då USA:s tredje största partihandelsföretag inom livsmedel. I juni hade delar av dotterbolagets företagsledning grundat ett företag med namnet JPF Holdings. Månaden efter hade JPF förvärvat PYA/Monarch mot att Sara Lee fick 47% av JPF. I november 1994 bytte de namn till JP Foodservice och blev samtidigt börsnoterad, Sara Lees aktieinnehav hade då sjunkit till 37%. I slutet av 1996 sålde Sara Lee tillbaka sin aktieandel till JP Foodservice. Den 9 november 2010 sålde Sara Lee av sin nordamerikanska bageridivision till det mexikanska Grupo Bimbo för 959 miljoner dollar, Grupo Bimbo fick dock använda varumärket Sara Lee globalt förutom i Australien och Nya Zeeland samt västeuropa. Den 28 januari 2011 meddelade Sara Lee att företaget skulle delas upp i två företag. Ena fick namnet Hillshire Brands och skulle ta hand om Sara Lees nordamerikanska del medan den internationella skulle ligga i ett annat företag med namnet D.E Master Blenders 1753. Uppdelningen genomfördes under sommaren av 2012. De nya företagsnamnen var inspirerade från sina dotterbolag som förvärvades 1971 respektive 1978. År 2014 blev både Hillshire och Sara Lee förvärvade av slakteriföretaget Tyson Foods, bara fyra år senare sålde Tyson av några av sina varumärken, däribland Sara Lee, till riskkapitalbolaget Kohlberg & Company.